# Paul Moukila
Paul Sayal Moukila (ur. 6 czerwca 1950 w Souanké – zm. 24 maja 1992) – kongijski piłkarz grający na pozycji lewego pomocnika. W swojej karierze rozegrał 31 meczów i strzelił 11 goli w reprezentacji Konga.

## Kariera klubowa
Swoją karierę piłkarską Moukila rozpoczął w klubie Inter Club Brazzaville, w którym zadebiutował w 1968 roku. W 1971 roku przeszedł do CARA Brazzaville. W 1972 roku ponownie grał w Inter Club. Z kolei w latach 1972-1975 grał w CARA Brazzaville. W sezonach 1973 i 1975 wywalczył z nim dwa mistrzostwa Konga. W 1975 roku przeszedł do RC Strasbourg, ale po roku gry w nim wrócił do CARA Brazzaville. W 1980 roku odszedł do Inter Club, a w 1981 roku znów wyjechał do Francji. W latach 1981–1983 grał tam w Stade Français, w latach 1983-1985 w CS Fontainebleau, a w latach 1985-1986 w USM Malakoff, w którym zakończył karierę.

## Kariera reprezentacyjna
W reprezentacji Konga Moukila zadebiutował w 1970 roku. W 1972 roku powołano go do kadry na Puchar Narodów Afryki 1972. Rozegrał w nim w trzy mecze: grupowe z Marokiem (0:0) i z Zairem (0:2) i w finale z Mali (3:2). Z Kongiem wywalczył mistrzostwo Afryki.
W 1974 roku Moukila został powołany do kadry na Puchar Narodów Afryki 1974. Rozegrał w nim pięć meczów: grupowe z Mauritiusem (2:0), w którym strzelił gola, z Zairem (2:1) i z Gwineą (1:1), półfinałowy z Zambią (2:4 po dogrywce) oraz o 3. miejsce z Egiptem (0:4). Z Kongiem zajął 4. miejsce w tym turnieju.
W 1978 roku Moukilę powołano do kadry na Puchar Narodów Afryki 1978. W nim rozegrał dwa mecze grupowe: z Ugandą (1:3), w którym strzelił gola, i z Marokiem (0:1). W kadrze narodowej grał do 1978 roku. Wystąpił w niej 31 razy i strzelił 11 bramek.